# إم تي في (قناة تلفزيونية إسرائيلية)
إم تي في إسرائيل، هي الفرع الناطق بالعبرية من إم تي في. تم إطلاق قناة موسيقية تعمل على مدار الساعة في 17 يناير 2011.

## التاريخ
- قبل إطلاق إم تي في إسرائيل على مدار 24 ساعة، كانت المنطقة تخدمها في السابق نسخة محلية من إم تي في أوروبا. وفي أوائل العقد الأول من القرن الحادي والعشرين، بدأت إم تي في في توطين تغذية إم تي في الأوروبية في إسرائيل التي تميزت بإعلانات ورعاية محلية.
- وقعت شبكات إم تي في الدولية صفقة مع شركة الاتصالات Ananey Communications مقرها تل أبيب لإطلاق إم تي في البلطيق خلال المفاوضات أظهر Ananey اهتمامًا بإطلاق قناة إم تي في محلية في إسرائيل.
- أطلقت شبكات إم تي في الدولية قناة عند الطلب تم العثور عليها في MTV.co.il[2] انطلقت هذه الخدمة في 23 أكتوبر 2007. عرض موقع MTV.co.il إعلانات ورعاية وعروضًا محلية مترجمة. تم إطلاق قناة On-Demand Music and Entertainment في 23 أكتوبر 2007. خلال هذا الوقت، استمرت إم تي في أوروبا في التواجد في إسرائيل على التلفاز الفضائي والكابل. بينما خدم MTV.co.il كخدمة موسيقى تفاعلية.
- في عام 2008، زادت MTV.co.il من برامجها المحلية التي تتميز بسلسلة أخبار إم تي في المحلية والبرامج الأخرى القائمة على الموسيقى. تتميز القناة أيضًا بمقدمين محليين.
- في نوفمبر 2009، أعلنت شبكات إم تي في أوروبا وشريكها المرتبط بها داخل إسرائيل، Ananey Communications أنه سيتم إطلاق قناة ناطقة بالعبرية لمدة أربع وعشرين ساعة في المستقبل القريب.[3] من المتوقع أن يتم إطلاق القناة أواخر عام 2010 أو أوائل عام 2011. عقدت Ananey Communications بالفعل اتفاقية ترخيص مع شبكات إم تي في أوروبا فيما يتعلق بنيكلوديون المحلي داخل المنطقة وترويج العلامات التجارية الأخرى المرتبطة بإم تي في.
- تستضيف شبكات إم تي في الدولية أيضًا نسخة محلية من نيكلوديون في إسرائيل وتروج لماركات أخرى مثل قناة E!.
- أصبحت قناة إم تي في إسرائيل اعتبارًا من يناير 2011 قناةً موسيقية تعمل على مدار الساعة ويتم تقديمها عبر الإنترنت من خلال mtv.co.il. يعكس الموقع موقع إم تي في الدولي لكن باللغة العبرية.

## عروض
- MTV חדשות (إم تي في أخبار)
- إم تي في كريبس
- אקסטרים אורבני (المتطرفة أورباني)
- ביוויס ובאטהד (بيفيز وبوت-هيد)
- آي كاندي

## روابط خارجية
- إم تي في إسرائيل
- إم تي في تطلق قناة إسرائيلية على الإنترنت